# 나카 토모코
나카 토모코(中 友子, 1963년 3월 22일 ~ )는 일본의 여자 성우 및 내레이터이다. 아오니 프로덕션 소속. 오사카부 오사카시 출신. 극단 SWAT! (구명: 극단 제3제국) 소속.

## 출연작품

### TV애니메이션
1989년
- 악마군 (선생님)
- 키테레츠 대백과 (케이코, 코바야카와 후미코, 우타코, 보모, 주부)

1990년
- 마루코는 아홉살 (1990년 - , 후지키군, 타마짱의 어머니, 오사다, 사와이, 후지키 마사에 <2대>, 노무라 아츠코, 쿠라타, 요시코의 어머니 <대역> 외)
- 아벨탐험대 (사라)
- 매지컬 타루루토군 (타누요시의 어머니)

1991년
- 울트라맨 키즈 엄마 찾아 3000만 광년 (다다피)
- 금붕어 주의보 (산타, 이나짱, 타카피엄마)
- 근육맨 근육성 왕위쟁탈편 (1991년 - 1992년, 소년, 고로, 어린이, 워즈맨 소년시절, 시즈코)
- 겟타로보 GO (소년B)
- 하이스쿨 미스테리 학원 7대 불가사의 (노파)

1992년
- 수퍼 빅쿠리맨(성형미제)
- 쓰요시 정신차려 (1992년 - 1993년, 여주인, 도모미, 도우미)
- 남국소년 파프아 (1992년 - 1993년, 후쿠다군)

1993년
- 고스트 스위퍼 미카미 (할머니)
- 즐거운 무민가족 (몰리)
- 달의 요정 세일러문 (1993년 - 1995년, 화라이온, 도크바, 진행자, 낼름낼름 아가씨)
- 무카무카 파라다이스 (시카타니 쿠사코)

1995년
- 내 남자친구 이야기 (쓰토무의 엄마)
- 로미오의 푸른 하늘 (타니아)

1996년
- 집없는 아이 레미 (엠마, 알베르)
- 지옥선생 누베  (하시모토 후토시)

1997년
- 게게게의 키타로 (제4작) (설녀)

1998년
- 초마신영웅전 와타루 （ヒショチョウ）
- 요시모토무치코 이야기 (ロアゲハリンゴ)

1999년
- 고쿠도 군 만유기 (고쿠마자루)
- 신팔검전 (도메)
- 천사가 될 거야 (바바)

2000년
- 파브로 선생은 명탐정 (올리버, 벨몬드 백작 부인)

2002년
- 아베노바시 마법☆상점가 (꿈 소리의 어머니)
- 낚시 바보일지(宗)
- ONE PIECE (2002년 - 2020년, 미스 파더즈 데이, 히나, 마이클, 벨라돈나 외)

2003년
- 아스트로보이 철완아톰(과학자)
- 정들면 고향 코스모스장
- 풀 메탈 패닉? 후못후 (이오리의 엄마)

2004년
- 개구리 중사 케로로 (2004년 - 2006년, 네즈미 성인, 오드리7)
- 폭렬천사 (여자아이2)
- 풍인이야기(준의 어머니)

2005년
- IGPX(코치)
- 무적코털 보보보 (브리코 주머니)

2006년
- 금색의 코르다 ~primo passo~ (시미즈 이모)
- 쵸콧토 시스터(이시다 요코)
- 축!(해피☆라키)빅쿠리맨 (ニンニク満助、助士すいさい)
- 빈곤자매 이야기 (하시모토 양품점 아줌마, 마트 점원, 꽃집 아줌마, 간호사장)

2007년
- 게게게의 키타로 (제5작) (2007년 - 2009년, お歯黒べったり、先代魔女、母、お黒、慈恩王、膝元 他)

2008년
- 묘지의 키타로 (오오오카, 미즈키의 아내)
- 일하는 키즈 마이 햄스터 (실비엄마)
- 포르피의 기나긴 여행 (루이자, 마사, 농부의 아내)

2009년
- 괴담 레스토랑 (중년 여성, 민박집 부인)
- 안녕 앤~ Before Green Gables (리저)
- 파꽃의 아사타로 (여작의 어머니 할미)
- 명탐정 코난 (2009년 - 2021년, 아줌마, 사카우치 쿠미, 마사키 스나미, 오오하라마키, 외국인여성, 하나오카 테루미)

2010년
- 쥬로링 동물탐정 (미치코)

2011년
- 이국미로의 크로와제 (아줌마)

2012년
- 세인트 세이야 오메가 (안)

2014년
- 망나니 역사 마쓰타로 (토미)
- 디스크 워즈: 어벤저스 (아나운서)

2015년
- 그것이 성우! (아줌마2, 책상)
- 모두 모여라! 팔콤 학교(메이어 아인 세르나트)

2017년
- 타이거 마스크W (여주인)
- 오니헤이 (천)

2018년
- 원조! 천재 바카본 (아이)

2019년
- 폭조 바헌터
- 도라에몽 (TV아사히판 제2기)

2020년
- 하이큐!!TO THE TOP (키타노의 할머니)

2021년
- 월드 트리거
- 아기 본부장 (사카이의 아내, 모야이 사원)
- 코바야시네 메이드래곤 (아이다 츠바키)

### 극장판 애니메이션
1989년
- 악마군 (선생님)

2018년
- 명탐정 코난: 제로의 집행인 (방위대신)

### 게임
1994년
- 두근두근 메모리얼 - 시리즈 (히모오 유이나)